# Ga Ghềnh
Ga Ghềnh là một nhà ga xe lửa tại thành phố Tam Điệp, tỉnh Ninh Bình. Nhà ga là một điểm trên tuyến đường sắt Bắc Nam tiếp nối sau ga Cầu Yên và trước ga Đồng Giao.